# Meioneta nigra
Meioneta nigra là một loài nhện trong họ Linyphiidae.
Loài này thuộc chi Meioneta. Meioneta nigra được Ryoji Oi miêu tả năm 1960.